# Jagdgeschwader 5

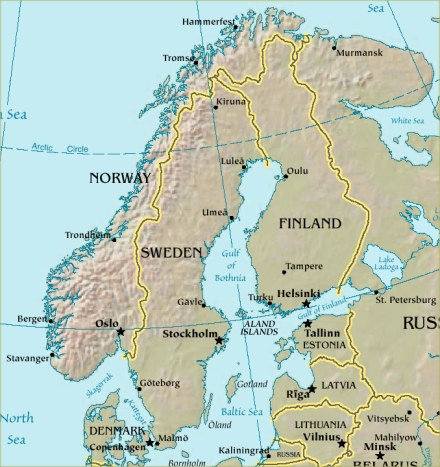
La Scandinavie, principal terrain de jeu de la JG 5 Eismeer.

La Jagdgeschwader 5 (JG 5) surnommée « Eismeer » (mer de glace), est une escadre de chasse de la Luftwaffe durant la Seconde Guerre mondiale. Active de 1942 à 1945, elle fut construite à partir de petites unités déjà présentes en 1941 et destinée aux missions visant à assurer la défense aérienne du grand nord de l'Europe : la Scandinavie et le nord de la Finlande, tous proches de l'océan Arctique, d'où son appellation.

## Opérations
La JG 5 opéra sur des chasseurs Messerschmitt Bf 109E, F, et G, des Focke-Wulf Fw 190A et F ainsi que des Messerschmitt Bf 110E, F, et G.

### Les prémices (1941)

#### Premiers pas dans le grand nord
L'intervention de la Wehrmacht en Norvège amena différentes unités à se succéder dès l'année 1941 pour couvrir les convois allemands le long des côtes sud et ouest de ce pays. Ainsi naquit en février le groupe (ou Gruppe) I./JG 77 constitué de quatre escadrilles équipées de chasseurs Bf 109, auxquelles fut rattaché le Stab (unité de commandement) et la 2./ZG 76 volant sur chasseurs lourds Bf 110 mais combattant indépendamment. En juin, Stab et 2./ZG 76 seront renommés 1.(Z)/JG 77, tandis que deux autres Staffeln, (13. et 14./JG 77) iront compléter le groupe.
Cette formation mixe a alors en charge la défense du port de Stavanger contre les attaques de bombardiers britanniques avant d'être transférée tout au nord de la Norvège à Kirkenes en prévision de l'opération Barbarossa,. L'objectif est désormais la prise du port de Mourmansk et une partie de la force aérienne se déplaça jusqu'à Petsamo fin juin. Mais la résistance acharnée des Russes dans ce secteur figea cette partie du front et la Luftwaffe concentra désormais son attention sur la ligne de chemin de fer menant à Mourmansk et les différents objectifs alentour, tels les terrains d'aviation ennemis.
La principale tâche des chasseurs Bf 109 et Bf 110 est d'escorter les Ju 87 et Ju 88 des IV./LG 1 (futur I./St.G 5) et KG 30 ainsi que les avions de reconnaissance. Les Anglais ne restent pas à l'écart pour autant et mènent des attaques de leur côté, notamment à partir du HMS Victorious le 23 juillet, mais subissent ce jour-là plus d'une vingtaine de pertes. Parallèlement, les Alliés aideront à ravitailler le port de Mourmansk par l'intermédiaire de convois maritimes et livreront notamment un très grand nombre de chasseurs Hurricane qui constitueront l'ossature de la chasse russe du grand nord.
Ses pilotes engendreront autour de 300 victoires aériennes jusqu'à la fin de l'année, dont une cinquantaine à l'Ouest. Parmi les pilotes à se distinguer alors, l'Oberfeldwebel Hugo Dahmer, déjà détenteur d'une dizaine de succès en France et en Angleterre avec la JG 26, en ajoute 27 sur le front arctique et devient le premier pilote de ce secteur à recevoir la Croix de Chevalier avec la 1./JG 77. Le Hauptmann Gerhard Schaschke initialement du Stab ZG 76 revendiqua une vingtaine de succès sur Bf 110 en utilisant une tactique d'appât bien huilée mais il est lui-même abattu le 8 août après ses deux dernières victoires. L'Oberleutnant Horst Carganico d'origine italienne et l'une des figures montantes du grand nord. Staffelkapitän de la 1./JG 77, il abat 22 appareils russes en 1941 en plus des 4 confirmés acquis lors de la campagne de Norvège un an plus tôt et reçoit lui aussi la Croix de Chevalier. L'Oberleutnant Felix-Mari Brandis est aux commandes de la 1./(Z)/JG 77 sur Bf 110 et engendre 14 succès (5 britanniques et 9 russes). Autres pilotes en vogue, le Feldwebel Florian Salwender (près de 20 victoires) et l'Unteroffizier Rudolf « Rudi » Müller avec 8 succès mais qui fera surtout parler de lui l'année suivante.
Dans un effort de rationaliser, les unités de chasse de l'Arctique furent également regroupées en septembre 1941 par zones géographiques au sein de formations hétéroclites : le Jagdgruppe Stavanger, la Jagdstaffel Kirkenes qui deviendra elle-même Jagdgruppe z.b.V., des changements en cascade qui témoignent de la complexité à former une Jagdgeschwader sur ce front spécifique, et donc la future JG 5.

#### Un front polaire
Opérant sous des latitudes élevées, les aviateurs du grand nord durent d'emblée faire face aux conditions climatiques extrêmes de l'Arctique. La neige et des températures bien en dessous de 0 °C ne facilitaient pas la maintenance des avions et la déviation magnétique rendait la navigation compliquée au-dessus d'un sol blanc où presque rien ne se distingue. En outre en hiver et même par temps clair, la faible durée d'ensoleillement ne permettait d'effectuer des missions qu'entre 10 h et 14 h.
Lorsqu'un pilote était abattu en territoire ennemi, un long combat contre les éléments l'attendait. La guerre purement défensive des Soviétiques allait stabiliser le front durant trois ans et demi. Dans l'impossibilité d'avancer leurs bases, les pilotes allemands durent donc effectuer des missions jusqu'à 120 km en territoire ennemi pour atteindre la région de Mourmansk. Conséquence, tout homme qui s'éjectait du mauvais côté de la ligne devait marcher sous un froid glacial sur de longues distances à travers forêts et toundra où les routes sont quasi inexistantes. Les plus chanceux durent leur survie à leur détermination, aux caractéristiques d'atterrissage court du Fieseler Fi 156 et à la témérité de certain pilote comme Wulf-Dietrich Widowitz qui n'hésita jamais à s'envoler pour récupérer un infortuné collègue.

### La«Eismeer»se structure (1942)

#### L'escadre du front arctique
La nouvelle année voit la création d'une Jagdgeschwader réunissant tous les Jagdgruppen déjà existants. Elle prend le nom de JG 5 et se retrouve divisée et déployée sur deux fronts différents. Dans un premier temps, le groupe I./JG 5 assure la couverture au-dessus de Stavanger au sud-ouest de la Norvège dès janvier. Parallèlement, le II./JG 5 basés à Petsamo combat les forces soviétiques près de la frontière finlandaise ; seules deux escadrilles ou Staffeln (4. et 5./JG 5) la composent alors. Le Stab JG 5 voit le jour une semaine après.
Début février, l'unité de chasse lourde 1.(Z)/JG 77 et ses Bf 110 Zerstörer se voit officiellement incorporée et prend le nom de 6.(Z)/JG 5. Le 10 mars est créé le III./JG 5 avec également deux Staffeln (7. et 8./JG 5) qui rejoint le II. Gruppe à Petsamo. Onze jours plus tard, celui-ci complète ses effectifs avec la 6./JG 5 commandée par Horst Carganico. Du coup, la 6.(Z)/JG 5 est renommée 10.(Z)/JG 5 afin d'éviter toute confusion.
Enfin, un quatrième groupe (IV./JG 5) basé à Trondheim vient renforcer la garde à l'Ouest à l'été 1942 avec pour mission de surveiller la côte norvégienne entre Trondheim et Narvik. En juillet, le III./JG 5 reçoit également sa troisième escadrille (9./JG 5).

#### Protection de la Kriegsmarine

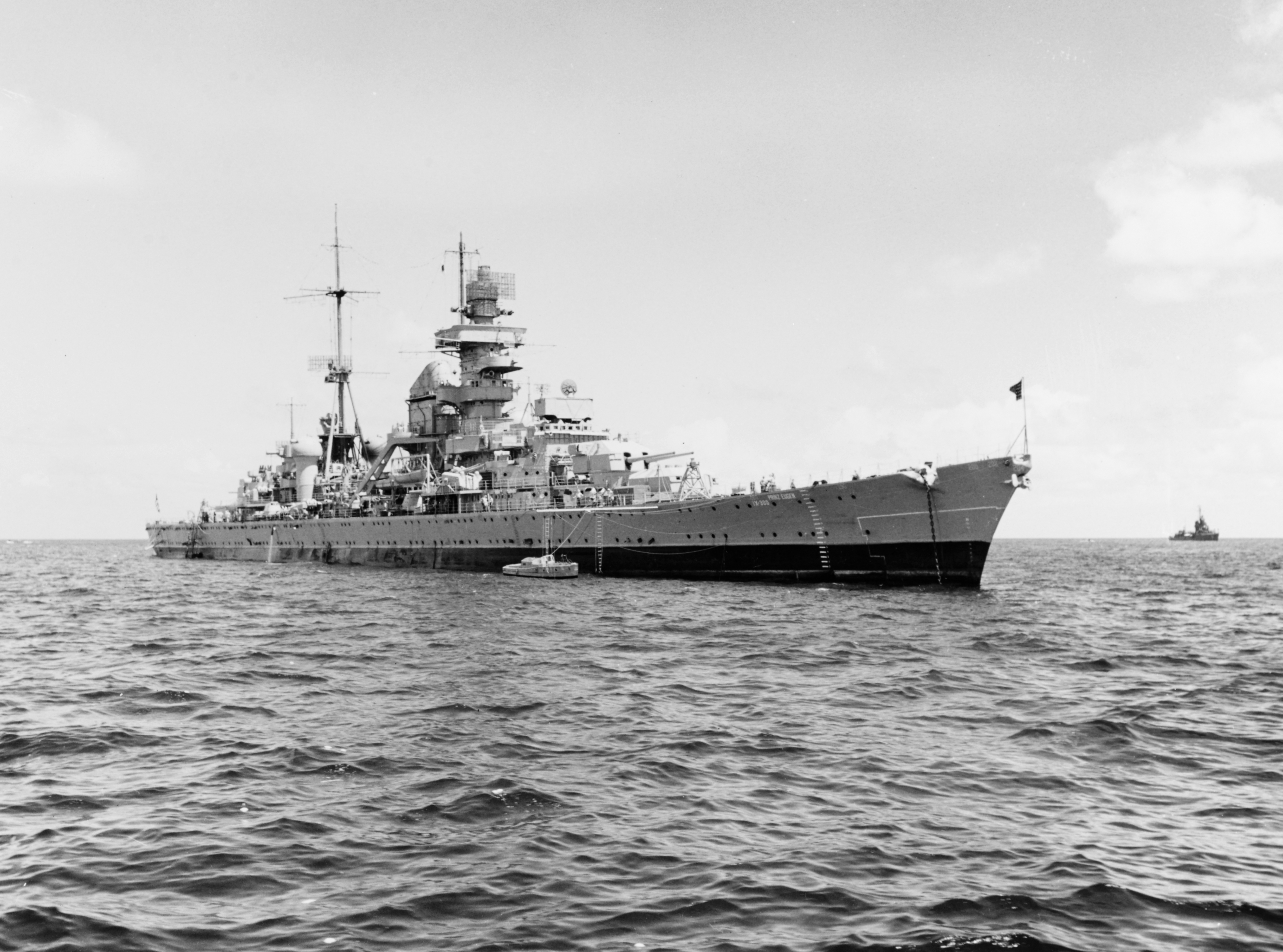
Les I. et IV./JG 5 furent notamment chargés de la protection du croiseur lourd Prinz Eugen.

Une fois n'est pas coutume, les I. et IV./JG 5 ont pour rôle d'assurer la couverture aérienne au-dessus du trafic maritime allemand, trafic régulièrement perturbé par les reconnaissances aériennes de la Royal Air Force dû à la présence d'une partie des unités de la Kriegsmarine, notamment le cuirassé Tirpitz,. Les deux groupes doivent également prendre en charge les attaques sporadiques des bombardiers anglais sur les bases allemandes. L'une d'elles se déroule le 17 mai avec l'envoi de 54 bombardiers sur la flotte allemande composée entre autres du croiseur lourd Prinz Eugen. Le I./JG 5 les intercepte et ses pilotes descendent 1 Hudson et 17 Beaufort ; soit environ...la moitié des victoires obtenues pour toute l'année 1942 ! En été, les I. et IV./JG 5 mettent en œuvre des Fw 190 mais les combats se feront rares sur ce secteur, les deux groupes ne perdant par ailleurs respectivement que 6 et 7 pilotes.

#### L'émergence des grands as
À l'Est, la neige et le brouillard paralysent considérablement l'activité aérienne. Décoller, frapper une cible et parvenir à rentrer s'avèrent presque mission impossible. Le 2 février, l'as Felix-Mari Brandis se tua en crashant son Bf 110 au retour d'une mission à cause du mauvais temps. Le Leutnant Hugo Dahmer descend lui son dernier et 38e adversaire sur le front Arctique le 21 février avant d'être affecté à l'écolage,.
Les attaques allemandes se concentrent alors exclusivement sur la ligne Mourmansk-Moscou. Mais entretemps, les Russes ont mis à profit le mauvais temps pour se rééquiper grâce aux convois maritimes et possèdent désormais un grand nombre de chasseurs occidentaux, en lieu et place des vieux biplans I-153 obsolètes, mais aussi des appareils de fabrications soviétiques. La top priorité est maintenant de stopper ces approvisionnements mais la JG 5 est déjà fortement mise à contribution pour escorter les bombardiers Stuka sur Mourmansk ainsi que pour la défense de ses propres bases. Pour ce faire, Petsamo se transforme en « ville aérodrome » avec tout le confort nécessaire ainsi que l'indispensable radar Freya (également installé à Kirkenes). Les II. et III. Gruppe devront souvent se battre en infériorités numériques, différence compensée par un meilleur esprit combatif des Allemands et de la supériorité du Bf 109 sur le Hurricane. Mi-avril, la météo plus clémente et l'arrivée des jours polaires par la suite allaient permettre à plusieurs pilotes d'émerger.
Parmi eux l'Oberfeldwebel Theodor Weissenberger pilote de la 10.(Z)/JG 5 qui accumule 8 victoires pour ce mois et encore 7 en mai (dont 5 en une seule mission), performance d'autant plus remarquable compte tenu du rayon de virage plus élevé du Bf 110. Le 23 avril, le Feldwebel Rudolf Müller de la 6./JG 5 descend également 5 adversaires mais Florian Salwender (5./JG 5) est touché après avoir remporté sa 25e victoire sur un Hurricane qui le percute et contraint l'allemand à s'éjecter en territoire russe. Capturé, Salwender ne survivra pas à sa détention. Plus atypique fut la courte carrière de l'Oberfeldwebel Willy Pfränger également de la 6./JG 5 dont près d'un tiers des victoires furent remportées en à peine deux jours distincts. Le 17 mai, Pfränger est néanmoins contraint à l'éjection au lendemain de son 30e succès à 18 km de Mourmansk. Rapidement capturé, il pourra néanmoins revenir au pays en 1943... grâce aux Russes ! Huit jours plus tard, le caractériel Leutnant Friedrich Dahn de la 5./JG 5 et titulaire de 25 victoires aura lui moins de chances et disparaît corps et bien.
Et pendant ce temps-là, Müller et Carganico continuent leur progression et atteignent ou dépassent respectivement 40 et 50 victoires. Ce dernier fraichement promu Kommandeur du II./JG 5, volera désormais plus rarement. D'autres as émergent comme le Leutnant Heinrich Ehrler passé de la 4. à la 6./JG 5 et détenteur de 16 succès ; score équivalent pour l'Unteroffizier Werner Schumacher (7./JG 5), alors seul grand pilote à se démarquer du III./JG 5.

#### La 6./JG 5 en tête

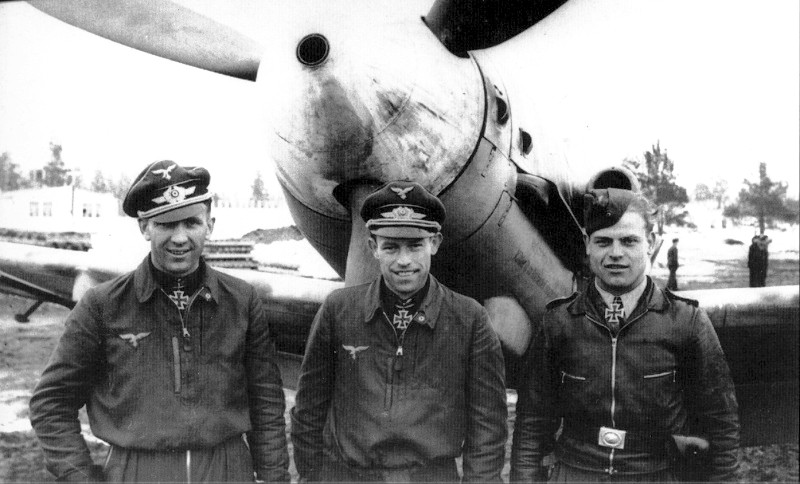
Les trois porteurs de la Croix de Chevalier de la 6./JG 5 fin 1942 ; de gauche à droite : Theodor Weissenberger, Heinrich Ehrler et Rudolf Müller

Désormais sous le commandement de l'Oberleutnant Hans-Dieter Hartwein, la 6./JG 5 s'avère la Staffel la plus prolifique en matière d'as et de nouveaux talents apparaissent : Hans Döbrich, Albert Brunner et Ludwig Scharf. En juin, l'infatigable « Rudi » Müller devient le troisième pilote du front Arctique à recevoir la Croix de Chevalier après 47 victoires, le premier en tant que membre de la JG 5. Après une pause en juillet, Müller devient l'as numéro 1 en août, place qu'il gardera pour les dix mois à venir. Mais les succès ne se font pas sans casse. Ainsi, Döbrich, Brunner tout comme le Kommandeur Carganico (par deux fois en juillet et août) seront contraints de s'éjecter en territoire ennemi et de revenir à la base par leurs propres moyens en marchant plusieurs jours (une semaine pour Döbrich),. Le 21 août toutefois, l'Oberleutnant Hartwein meurt au combat et se voit remplacé par le Leutnant Heinrich Ehrler, déjà titulaire d'une quarantaine de victoire et également porteur de la Croix de Chevalier. Le 15 septembre, « Theo » Weissenberger rejoint lui aussi « l'escadrille des experts » après avoir lui-même remporté 23 victoires sur Bf 110 mais la Staffel perd ce jour-là l'Unteroffizier Ludwig Scharf (18 victoires), capturé après s'être éjecté.
Les assauts des Il-2 et les combats au sol tout proche entraînent également la capture sur leur propre terrain de trois pilotes de la 7./JG 5 le 5 août, dont le meilleur as du III./JG 5 Werner Schumacher avec 30 victoires. Déjà blessé après un atterrissage forcé, il succombera en détention cinq mois plus tard,. C'est un autre Unteroffizier qui prend alors la tête des as du groupe : Heinrich Bartels de la 8./JG 5 qui se voit remettre le 13 novembre la Croix de Chevalier après 45 victoires (dont 21 en septembre), en même temps que Weissenberger. À la même époque, les prémices de l'hiver réduisent l'activité aérienne ce qui n'empêche pas le Feldwebel Walter Schuck de la 7./JG 5 de porter son score à une quinzaine de victoires. Le Feldwebel Josef Kaiser (11 victoires avec la 8./JG 5) subit lui la même aventure que Willy Pfränger et sera réaffecté à l'Ouest.

### Un front stable (1943)

#### De la Norvège à la Roumanie

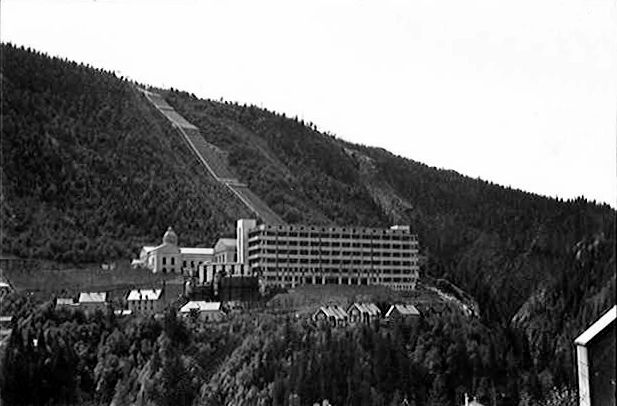
La centrale électrique de Vemork en 1935.

Le IV./JG 5 resté à Trondheim se contente de couvrir les convois et les navires de guerre, ainsi que d'intercepter des Mosquito et Beaufighter de reconnaissance toujours présents dans la zone. L'autre objectif est la défense de la centrale électrique de Vemork de Norsk Hydro, qui produit de l'eau lourde vitale dans la recherche nucléaire. Le groupe est également chargé de la défense des mines de Molybdène de Knaben. Ces pôles stratégiques sont des cibles pour les B-17 de l'USAAF. Toutefois, le IV./JG 5 revendique peu de victoires et essentiellement entre juillet et décembre. Quant aux pertes, elles seront principalement dues à des accidents.
Idem pour le I./JG 5 toujours présent à Stavanger qui connaît une activité identique à celle de l'année précédente. Le 1er mai cependant, le groupe intercepte des Beaufighter venus s'en prendre à un convoi allemand dans les côtes norvégiennes et ses pilotes descendent une dizaine de bombardiers. Début août, le I./JG 5 quitte la Norvège pour le Danemark, excepté la 2. Staffel qui reste encore deux mois. Un nouveau transfert amène ensuite le groupe en Roumanie pour protéger les puits de pétrole de Ploesti. Mais l'ennemi ne se montre guère offensif probablement en raison des lourdes pertes US subies le 1er août.

#### Entre gloires et déceptions
Le II./JG 5 finit par troquer ses Bf 109F par la version G plus lourde, ce qui occasionna plusieurs pertes. Toutefois, les pilotes s'en accommodent et les as habituels (Ehrler, Müller, Schuck) font parler d'eux malgré l'hiver qui dicte ses conditions. Les raids de bombardiers russes augmentant en intensité, les victoires allemandes suivent le rythme notamment grâce à l'adoption de deux canons de 20 mm en nacelles sur le Bf 109 qui augmentent sensiblement la puissance de feu. Vont en profiter des as comme le Feldwebel Hans Döbrich et surtout le Leutnant Theo Weissenberger, les deux hommes remportant leur 50e succès le 12 mars. Toutefois, la 5./JG 5 perd ce jour-là le Feldwebel Dietrich Weinitschke (19 victoires), capturé 24 h après s'être éjecté en territoire hostile,. Onze jours plus tard, le Feldwebel Heinrich Bartels (alors as des as du III./JG 5) descend ses trois derniers adversaires sur le front arctique après une pause de trois mois, avant d'être retiré puis muté à la fin de l'année sur le front Ouest,. C'est donc le jeune Feldwebel Walter Schuck de la 9./JG 5 qui devient le meilleur as du groupe. D'autres talents font parler d'eux comme l'Oberleutnant Wulf-Dietrich Widowitz, Staffelkapitän de cette même 9./JG 5, les 7. et 8./JG 5 étant par ailleurs dominées respectivement par le Leutnant Franz Dörr et les Feldwebel Jakob Norz et Heinz Beyer.
Au printemps, de nouvelles troupes russes sont à l'offensive dans le secteur nord afin de détourner les Allemands de la voie ferrée menant à Mourmansk. Celle-ci n'étant attaquable uniquement par air compte tenu de la forêt dense, des lacs et des marais, la DCA soviétique s'organise et rend désormais les sorties dans cette zone très périlleuses. À cette époque, c'est encore la 6./JG 5 qui domine les airs, l'escadrille des experts remportant le 13 mars 1943, sa 500e victoire aérienne. Un mois plus tard jour pour jour, 18 chasseurs russes sont descendus dans la région de Mourmansk par seulement cinq pilotes de cette unité (dont six pour Ehrler et Weissenberger, et quatre pour Brunner, sa 46e victoire). Le revers de la médaille viendra le 19 avril, quand l'Oberfeldwebel Rudolf Müller ne revient pas de mission. Des intenses recherches furent menées mais il apparut plus tard que l'« as des as » de la JG 5 aux 94 victoires fut lui-même abattu par un P-40 et dut effectuer un atterrissage forcé. Capturé près du front après sept jours de cavale, il ne revint jamais de détention,. Le 7 mai, nouveau coup dur pour la 6./JG 5 qui perd cette fois l'Oberfeldwebel Albert Brunner, descendu par un P-39 au-dessus de ses lignes au retour d'une mission. Il parvient à sauter mais trop bas pour que son parachute se déploie. Pour ses 53 victoires, Brunner se verra décerné la Croix de Chevalier le 3 juillet 1943.
Le III./JG 5 se distingue le 22 mai et revendique ce jour-là 14 victoires ; Schuck, Widowitz, Beyer et Norz portent respectivement leur palmarès à 39, 23, 18 et 13 succès. Désormais seul en tête, le Hauptmann Heinrich Ehrler attend la barre magique des 100 victoires le 8 juin. À la même période, son rival et ami l'Oberleutnant Weissenberger prend brièvement la tête de la 7./JG 5. L'as est alors un tireur hors pair mais aussi un personnage dont la discipline militaire fait quelque peu défaut… Spécialiste des victoires multiples, plusieurs fois quintuple vainqueur en une journée, Weissenberger réalise son plus bel exploit le 4 juillet en poivrant 7 bombardiers en un peu moins d'une heure sur les 20 descendus par le III./JG 5 lors de cette mission et franchit lui aussi le cap des 100 victoires.
Le 16 juillet, l'Oberfeldwebel Jakob Norz et Hans Döbrich descendent chacun deux chasseurs vers 1 h du matin (leur 29e et 65e victoires) avant que ce dernier ne se retrouve à son tour attaqué et gravement blessé. Döbrich parvient à s'éjecter proche d'un convoi allemand et passera plusieurs mois à l'hôpital. Il recevra la Croix de Chevalier le 19 septembre en convalescence, mais pour lui la guerre est terminée. Le 28 juillet, l'Oberfeldwebel Heinz Beyer de la 8./JG 5 remporte sa 28e (ou 33e) victoire mais tombe malade et se voit également retiré des opérations. Plus grave est la perte le même jour du Staffelkapitän de la 9./JG 5, l'Oberleutnant Wulf-Dietrich Widowitz qui se crashe lors d'un vol de routine pour raison inconnue. Titulaire de 36 victoires, il était surtout connu et apprécié pour avoir récupéré et sauvé de nombreux camarades tombés en zone ennemie.

#### Période de transition
Entre-temps le 2 août, Ehrler et Weissenberger se voient remettre les feuilles de chêne par Adolf Hitler en même temps que cinq autres pilotes, tous deux ayant un score identique de 112 victoires. Les deux as en congés, le III. Gruppe en profite pour amasser les succès, en particulier l'Oberfeldwebel Walter Schuck avec pas moins de 19 victoires en septembre. Entretemps, L'Oberstleutnant Gotthard Handrick jusqu'ici Kommodore de l'escadre, laisse sa place au Major Günther Scholz, anciennement Kommandeur du III./JG 5. Heinrich Ehrler prend donc la tête de ce groupe tandis que Weissenberger le remplace à la 6./JG 5, la 7./JG 5 étant pris en charge par le Leutnant Franz Dörr à laquelle il appartient depuis sa création.
Début novembre, le II./JG 5 de Carganico est transféré à Idritsa pour couvrir une partie des forces allemandes qui se replient après la bataille de Koursk. C'est maintenant un front en mouvement auquel les pilotes doivent s'habituer. C'est chose faite dès le 8 décembre avec 21 victoires (dont 6 pour le Feldwebel Gerhard Reinhold de la 4./JG 5). Désormais seul pour défendre le front nord, le III./JG 5 se retrouve plus que jamais sous le feu des bombardiers soviétiques. Le 25 novembre, l'unité aidée de la DCA et la Jabo Staffel (voir ci-dessous) descendent 36 avions venus attaquer Petsamo, Dörr et Norz réalisant chacun un doublé (31e et 45e victoire),. Coté palmarès, de nouveaux noms apparaissent : outre Gerhard Reinhold déjà cité, Alfred Lehner, August Mors et Hans Rolly (tous sous-officiers) du II./JG 5 tournent entre 15 et 20 victoires ; score équivalent pour le Feldwebel Arthur Beth (7./JG 5) et l'Oberleutnant Horst Berger, Staffelkapitän de la 8./JG 5. Les succès des as de la JG 5 masquent cependant le sort de nombre de leurs camarades qui ne revinrent pas alors même que les forces soviétiques ne cessent de croitre. Et l'année à venir va réserver à la « Eismeer » bien du travail.

#### Attaques et défenses des convois
Parallèlement en février fut créée l'unité d'attaque au sol 14.(Jabo)/JG 5 équipée de chasseurs Fw 190A-2 et A-3 et commandée par le Hauptmann Friedrich-Wilhelm Strakeljahn, un ancien de 1940. La 14. Staffel opéra fréquemment au côté des Bf 110 de la 13.(Z)/JG 5, protégée par les Bf 109 du III./JG 5. Elle eut un certain succès dans l'attaque de cargos mais aussi la destruction de torpilleurs soviétiques. 

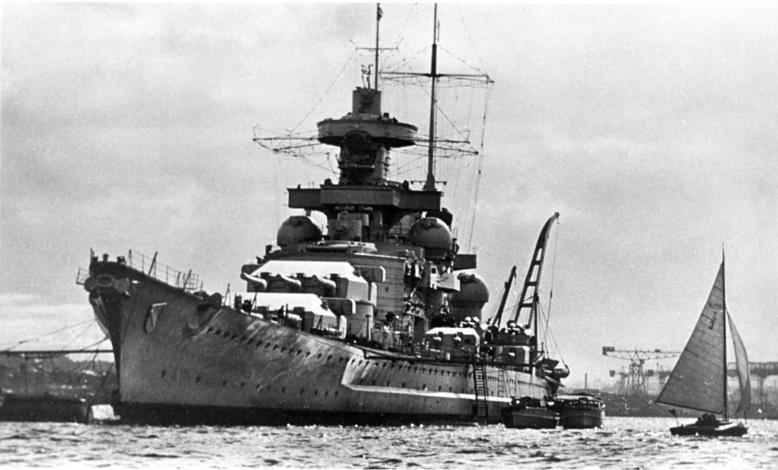
La JG 5 sera dans l'incapacité de sauver le Scharnhorst.

 La Jabo Staffel revendiqua également plusieurs victoires aériennes. Strakeljahn lui-même fut récompensé le 19 août par la Croix de Chevalier pour son leadership et les nombreux navires coulés par son unité,. À la fin de l'année, la faible clarté de l'hiver ne permet plus d'effectuer des frappes au sol et l'unité descend à Alakurtti ce qui permet de gagner deux heures d'ensoleillement.
Soulagées par leurs alliés à l'Ouest, les forces aériennes soviétiques possèdent désormais davantage d'avions torpilleurs et peuvent cibler à leur tour les convois allemands qui ravitaillent Petsamo. Les Bf 110 de la 13./(Z)JG 5 se retrouvent ainsi chargés de la défense de ces navires. Le 29 mars, l'Oberfeldwebel Rudolf Kurpiers descend deux Hampden le matin et deux Pe-2 l'après-midi. Le 17 mai, l'Unteroffizier Reinhold Fiedler abat deux bombardiers (ses 13e et 14e victoires sur Bf 110) avant de rejoindre la 7./JG 5,. Ces missions de protection durent jusqu'en juillet puis se déplacent au-dessus de Kirkenes. Le 26 décembre cependant, les avions ne pourront prendre l'air pour sauver le croiseur de bataille Scharnhorst faute d'une météo adéquate.

### La«Eismeer»se fragmente (1944)

#### Chassé-croisé
Dès janvier, le II./JG 5 prend part aux combats défensifs de Vitebsk et opère depuis Orsha ou Polotsk. Outre les traditionnelles missions d'escorte de Ju 87, le groupe est chargé d'effectuer des mitraillages au sol contre les troupes russes traversant en traineaux le lac Peïpous alors gelé. Le rythme des victoires reste assez bas mais reprend très vite en février. Durant les deux premiers mois de l'année, le Staffelkapitän de la 6./JG 5 l'Oberleutnant Theodor Weissenberger remporte 22 victoires, l'Oberfeldwebel Gerhard Reinhold de la 4./JG 5 suit juste derrière avec 16 succès (dont plus d'un tiers en une seule journée, dépassant ainsi le score de 30), et 8 autres pour le Feldwebel August Mors, l'habituel ailier de Weissenberger. Entretemps, le II./JG 5 remonta à Pskov sous l'avance des Soviétiques puis Jakobstadt en Lettonie. Enfin en mars, le groupe retrouve le sol finlandais après quatre mois et pose ses valises à Alakurtti.
Également présents dans la zone les Fw 190 de la 14.(Jabo)/JG 5 du Hauptmann Strakeljahn qui multiplient les frappes aériennes sur le réseau ferroviaire entre Mourmansk et Moscou. En février, l'unité est renommée 4./SG 5 et quittera bientôt le front pour l'Italie. Pour la 13.(Z)/JG 5, l'aventure du grand nord se termine également. La dernière attaque contre le réseau ferroviaire de Mourmansk a lieu le 13 janvier et les deux dernières victoires sont obtenues le 16 janvier. Moins de dix jours plus tard, les Bf 110 quittent Kirkenes pour un transit par Bardufoss puis Stavanger et reviennent donc dans la même région où ils ont débuté au début de l'année 1941.
La Zerstörer Staffel doit désormais couvrir les convois de transport de troupes allemandes le long de la côte norvégienne. Le 30 mars, 18 Beaufighter anglais attaquèrent l'un d'eux et plusieurs bombardiers tombent sous les coups des Bf 110. Les chasseurs lourds effectuent également des patrouilles pour attaquer tout cargo allié, ce qui entraîne d'inévitables erreurs de tir sur les navires suédois neutres présents dans la zone. À la mi-mai, différentes reconnaissances menées par la 13.(Z)/JG 5 détectèrent un important groupe naval amenant à penser à un débarquement, mais il ne s'agissait là que du convoi habituel ravitaillant Mourmansk. En été, l'activité demeura faible, les Bf 110 alternant entre missions d'escorte et décollages sur alertes. Le 18 juillet, la 13.(Z)/JG 5 intègre le IV.(Z)ZG 26 et devient 10.(Z)/JG 26 ; des éléments de ce groupe seront plus tard utilisés pour reformer le...II./JG 5 !

#### Victoires multiples
Pour le III./JG 5, l'année débute bien mal avec une activité quasi nulle et 6 pilotes morts, capturés ou disparus : parmi eux deux Staffelkapitän de la 9./JG 5 ainsi que trois as, dont le Feldwebel Arthur Beth (17 victoires) capturé dès le 3 janvier. Privé de la Jabo Staffel, le groupe est par ailleurs contraint d'effectuer lui-même des attaques au sol. Le 20 février, les Me 109 mitraillent et larguent leurs bombes durant deux jours sur une troupe de 600 partisans avançant sur Petsamo. Dans les airs, février se termine à peine mieux que le mois précédent avec une douzaine de succès, dont un tiers pour l'Oberfeldwebel Jakob Norz de la 8./JG 5, qui parvient au score de 49 le 29 février mais une nouvelle fois au prix de la capture du Staffelkapitän de la 9./JG 5, le Leutnant Wolfgang Rost. Le 8 mars, c'est au tour du Leuntant Hans-Bruno Diepen (8./JG 5 et 13 victoires) de se crasher en territoire ennemi. Capturé mais gravement blessé, l'as décèdera le jour même. Toutefois, la fin hivernale, des adversaires novices en nombre ainsi que le retour du II./JG 5 dans le secteur vont bientôt considérablement changer la donne peu avant l'arrivée du printemps.
Les 16 et 17 mars sur le secteur d'Alakurtti, Theo Weissenberger et August Mors descendent 7 adversaires à eux deux mais ce jour-là, c'est plus au nord que les principaux combats se déroulent. Toute la journée, le III./JG 5 du Hauptmann Heinrich Ehrler doit défendre un convoi attaqué par d'importantes formations soviétiques et c'est la curée : 32 appareils russes sont abattus entre 11 h et 20 h pour la perte de deux Allemands (dont le Leuntant Bernhard von Hermann, as de la 8./JG 5 au 11 victoires). Le Kommandeur Ehrler et le Fahnenjunker-Oberfeldwebel Walter Schuck (9./JG 5) remportent chacun 7 victoires, l'Oberfeldwebel Jacob Norz décidément en forme est crédité d'un quintuplé, son leader l'Oberleutnant Horst Berger d'un triplé. Les pilotes allemands aguerris et aux tactiques bien rodées font désormais face à une masse d'appareils de la VVS sans aucune coordination et dont l'état-major est peu soucieuse des pertes. En somme, quand les uns privilégient la qualité, les autres leur opposent la quantité. Le 20 mars, c'est au tour du II./JG 5 d'infliger de sérieuses pertes à l'ennemi avec 23 victoires, dont 8 pour le Feldwebel August Mors, un record qui ne sera jamais battu au sein du groupe. Cinq jours plus tard, Mors atteint les 40 victoires. Le lendemain, Weissenberger passe Kommandeur du II./JG 5 tandis que Jakob Norz se voit récompensé de la Croix de Chevalier pour ses 57 victoires.

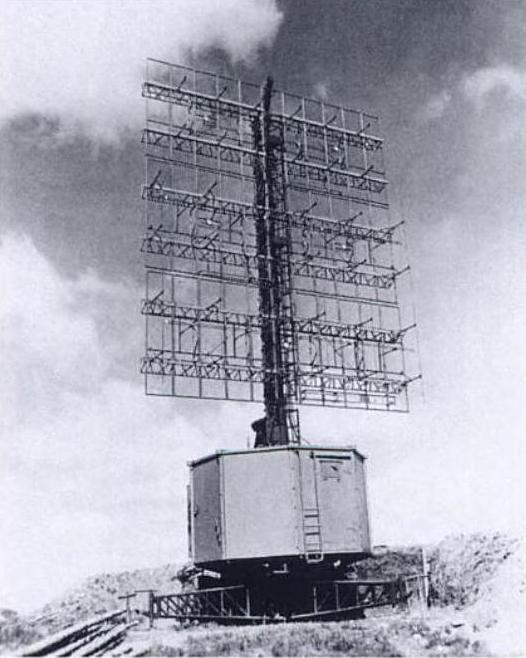
Le radar Freya fut d'une aide précieux pour les interceptions allemandes.

Le mois suivant continue sur la même lancée que le précédent. Le 7 avril, Walter Schuck attend ainsi les 84 victoires après un sextuplé et se voit lui aussi remettre la Croix de Chevalier. Après un 12 avril chargée pour les deux groupes (17 succès), le II./JG 5 plie à nouveau bagage cinq jours plus tard et retourne à Jakobstadt laissant le III./JG 5 désespérément seul sur le front Arctique,. Qu'à cela ne tienne, lors d'une mission d'escorte de convoi le 23 avril, le groupe du Major Ehrler intercepte au sud de Vardø une formation russe et descend une quarantaine d'assaillants en 25 min à peine. L'as du jour est le Staffelkapitän de la 8./JG 5 Horst Berger avec 6 victoires, suivi de l'Oberfeldwebel Rudolf Linz de la même unité qui en remporte 5,.
S'en suis une période de mauvais temps paralysant toute activité aérienne et obligeant le III./JG 5 à se poser à Salmijärvi. Le 8 mai, l'Oberleuntant Horst Berger s'envole seul au petit matin et disparaît corps et bien. Il avait une trentaine de victoires. Il sera remplacé par l'Oberleutnant Rudolf Glöckner, jusque-là posté l'état-major du II./JG 5, Du 14 au 18 mai, le II./JG 5 remporte encore une vingtaine de succès avant de quitter définitivement le front Est et d'intégrer la défense du Reich.
Entretemps, les Russes ont décidé de s'acharner sur les convois allemands. Le III./JG 5 va devoir faire face à des formations ennemies comptant maintenant jusqu'à une centaine d'appareils. La plupart jeunes et novices, les pilotes russes préfèrent attaquer en groupe et simultanément. Pour la « Eismeer », dont les terrains ont été transformés en boue par le dégel, décoller s'avère un exercice périlleux. Mais les Allemands volent désormais dans leurs propres lignes ce qui constitue un avantage certain en cas d'éjection et incite à prendre davantage de risques sans craindre la capture. En dépit de leur infériorité numérique, les as du III./JG 5, parfaitement guidés par la station radar sur les hauteurs de Petsamo, vont une nouvelle fois réaliser des prouesses :
- 11 mai 1944 : 14 victoires (5 pour Heinrich Ehrler)
- 16 mai 1944 : 21 victoires (7 pour Franz Dörr, 5 pour Rudolf Linz, 4 pour Ehrler)
- 25 mai 1944 : 33 victoires (6 pour Walter Schuck, 5 pour Linz, 4 pour Ehrler, 4 pour Dörr, 3 pour Heinz Arnold et Helmut Neumann, deux futurs as de la 7./JG 5)
- 26 mai 1944 : 38 victoires (5 pour Ehrler, Dörr et Linz ; 4 pour Neumann et Schuck)[123].

#### «Eismeerstaffel»
Fin mai, la 9./JG 5 commandée par l'Oberleutnant Lorenz Andresen est retirée des opérations Arctiques et vient renforcer le II./JG 5 sur le front Ouest. Une partie des pilotes de la 9./JG 5 reste cependant au III./JG 5 et forme un petit noyau surnommé « Eismeerstaffel ». Commandée par le Leutnant Werner Gayko, l'unité compte notamment les Oberfeldwebel August Lübking et Walter Schuck ainsi que l'Unteroffizier Rudolf Artner,. La 9./JG 5 rejoint donc le II./JG 5 et découvre des conditions et des exigences bien différentes de ce qu'étaient le front Est, une situation déjà éprouvée par le I./JG 5 depuis déjà plusieurs semaines.

#### Entre la défense du Reich et la Normandie
Dès janvier, le I./JG 5 se déplaçait en Bulgarie et se confronta pour la première fois aux bombardiers lourds de la 15e Air Force. La première semaine de février, le groupe redéménage en Allemagne et intègre cette fois la défense du Reich. Le 22 février, l'Oberleutnant Gerhard Senoner à la tête de la 1./JG 5 descend un B-17 et récidive trois jours plus tard contre un autre B-17 et un B-24 avant d'être lui-même abattu et tué par un chasseur d'escorte. Il avait alors 20 victoires à son actif. Le 16 mars, c'est au tour du Kommandeur le Major Erich Gerlitz de tomber au combat. Il est remplacé dix jours plus tard par le Major Horst Carganico jusque-là Kommandeur du II./JG 5. L'as revendique un Mosquito le 10 mai qui sera son 60e et dernier succès. Le 27 mai, la figure de la JG 5 présent dans l'escadre depuis le tout début, tombe à son tour au combat après plus de 600 missions,. Sept pilotes en tout perdent la vie ce jour-là, le pire taux d'attrition de la JG 5 de toute la guerre. La mort de Carganico en dit long sur la situation du groupe : depuis le début de l'année, ce sont 25 pilotes qui ont perdu la vie pour seulement une quarantaine de victoires remportées.
Le I./JG 5 est alors repris en main par le Hauptmann Weissenberger dont la réputation n'est plus à faire : 175 victoires en 350 missions. L'accompagne son fidèle ailier l'Oberfähnrich August Mors et ses 48 victoires ainsi que le Leutnant Alfred Lehner, qui en compte lui une trentaine toutes acquises avec la 5./JG 5. Le 6 juin, ordre est donné au groupe de prendre part à la campagne de Normandie. Le lendemain lors du vol de transfert pour Montdidier, Weissenberger abat déjà trois P-47 et deux autres l'après-midi ! Le ton est donné. Après cinq jours de combats, le terrain est bombardé par l'aviation alliée causant trois morts au sol et sept blessés dont un mortel. Trop exposé et inopérable, le I./JG 5 se replie alors sur Manancourt, puis le terrain de Frières le 2 juillet ; et enfin pour finir celui de Brétigny-sur-Orge un mois plus tard en fonction de l'avancement des Alliées. Entretemps, les pilotes du I./JG 5 n'auront pas chômé : 60 victoires pour à peu près autant de jours passés en France, dont 25 pour Weissenberger (l'as parvient ainsi à 200 victoires) et 12 pour le Leutnant August Mors mais qui décèdera le 8 août des suites de ses blessures reçus après avoir descendu lui-même un B-17 (sa 60e victoire). Par ailleurs, 9 autres pilotes seront tués et 6 portés disparus, ainsi que 3 faits prisonniers tandis que le Leutnant Alfred Lehner fera partie des blessés.
La dernière victoire d'August Mors sera aussi la toute dernière du groupe. Le personnel navigant laisse alors les quelques appareils encore opérationnels sur place et rentre directement en Allemagne. Les rampants détruisent le matériel et plusieurs d'entre eux sont réaffectés au Stab JG 27 pour compléter le nouveau II./JG 6. Le 21 août, le I./JG 5 porte ses effectifs à quatre escadrilles à partir la 4./Jagdgruppe Ost, une unité d'instruction avancée. À la mi-septembre, le groupe est formé sur Bf 109G-14 mais se voit absorbé un mois plus tard par la JG 6 et devient III./JG 6.

#### De la Normandie à la défense du Reich
Pour le II./JG 5 et la 9./JG 5 qui l'accompagne, l'Allemagne ne sera finalement qu'une étape car ses pilotes sont bientôt dirigés eux aussi sur le secteur normand. Ce transfert plus que tardif (20 juin), a davantage pour but d'apporter des avions neufs à un groupe déjà présent éprouvé (en l'occurrence le II./JG 3), plutôt que de constituer une entité indépendante qui aurait renforcé les forces sur place. Après le départ de Weissenberger, c'est l'Oberleutnant Hans Tetzner qui prend provisoirement la tête du groupe. L'unité prend ses quartiers à Évreux auprès du II./JG 3 non sans casse car deux sous-officiers de la 4./JG 5 périront accidentellement avant d'arriver,. Le 22 juin, le II./JG 5 effectue son baptême du feu en France contre des quadrimoteurs et perd un nouveau pilote de la 4. Staffel.

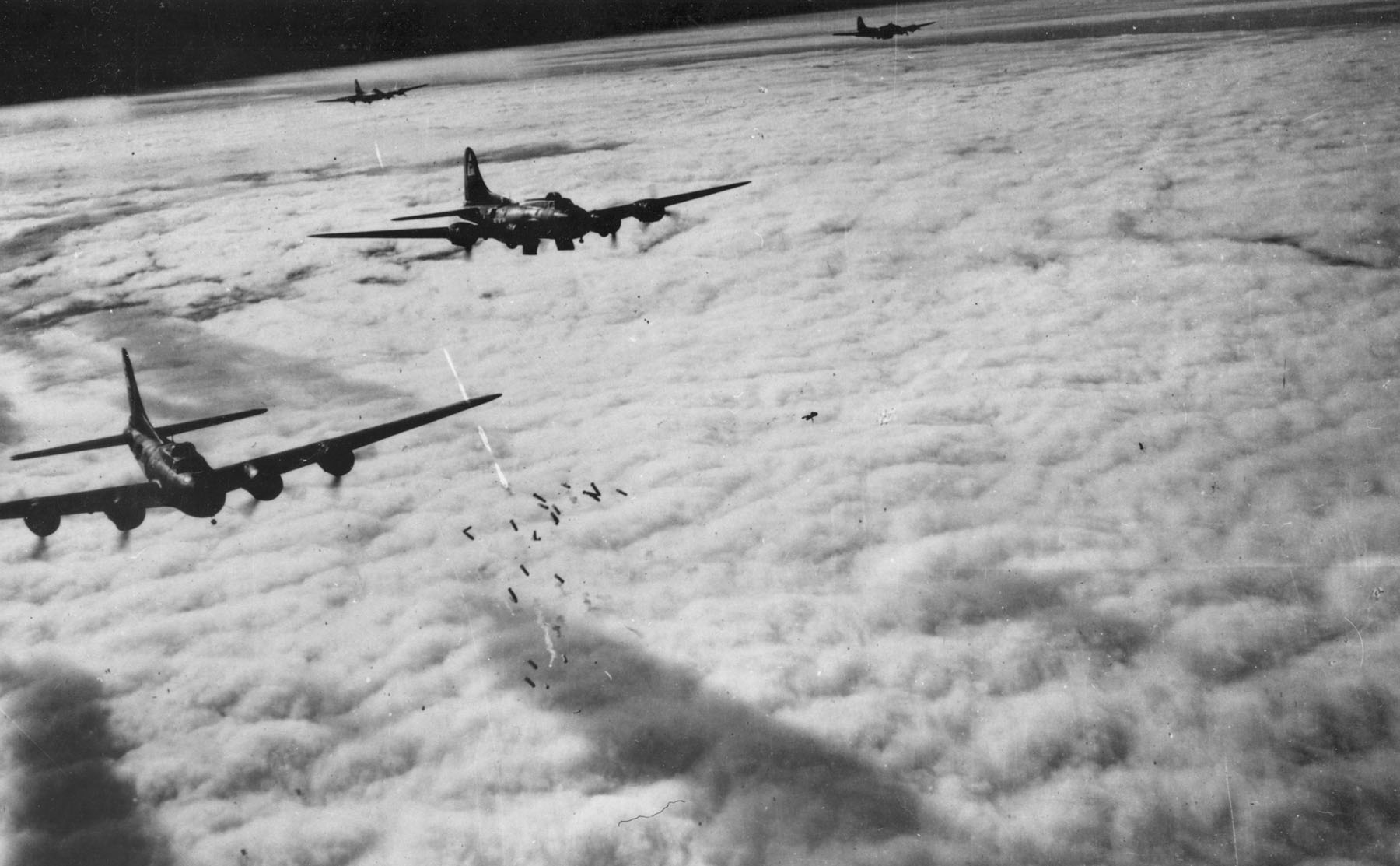
Les redoutables formations de bombardiers lourds constituent désormais un défi de taille pour le II./JG 5.

 Le lendemain, 3 P-47 et 1 Lysander sont descendus mais les américains prendront leurs revanches les deux jours suivants et quatre pilotes allemands ne rentreront pas. Le retour de la plupart des pilotes du II./JG 3 signifie celui du II./JG 5 en Allemagne, le court séjour du groupe ayant néanmoins permis d'apporter une trentaine de Messerschmitt à son homologue.
Posté désormais à Salzwedel, le II./JG 5 toujours flanqué de la 9./JG 5 est maintenant pleinement engagé dès juillet dans la défense du Reich et vole aux côtés des JG 3 et JG 300. Si ces deux escadres se sont faites une solide réputation dans la chasse aux quadrimoteurs, le II./JG 5 lui, ne brille guère dans le ciel d'Allemagne. Le 19 juillet, le jeune Oberleutnant Hans Tetzner est tué au combat ; il comptait 20 victoires aériennes. Le lendemain, le chef de la 9./JG 5, l'Oberleutnant Lorenz Andresen (9 succès), subit le même sort. Cette dernière unité est bientôt pleinement intégrée à la mi-août au II./JG 5 et devient 8./JG 5 tandis que la 4. Staffel d'origine devient 7./JG 5. Mais le bilan de l'été s'avéra particulièrement meurtrier : 8 morts en juillet, 3 blessés et 17 tués en août, parmi les pertes figure le nouveau Kommandeur, l'Oberstleutnant Kurt Kettner. S'ensuit alors une période d'un mois entier cloué au sol afin de rééquiper. Le II./JG 5 reprend les combats en octobre mais sans guère plus de succès et se voit intégré à la fin du mois à la JG 4 et prend le nom de IV./JG 4.

#### Un succès continu

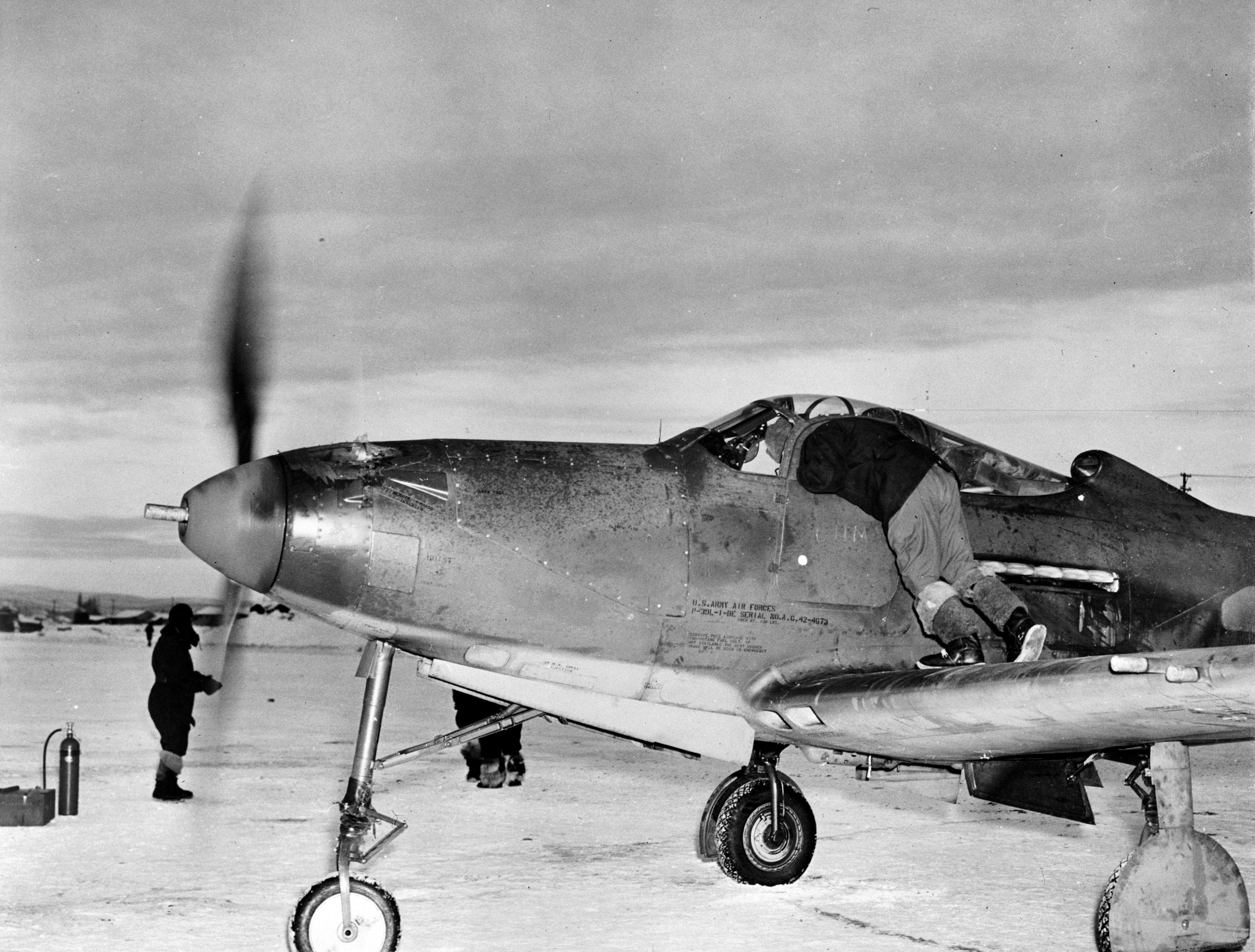
Le P-39 fut l'un des adversaires les plus nombreux de la JG 5...

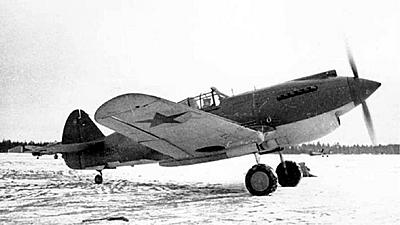
…de même que le P-40 que les Alliés fournirent en grande quantité.

Pendant ce temps-là, le III./JG 5 ne désemplit pas et enchaîne les succès en série toujours en défendant les convois dans la baie de Petsamo. Cela recommence dès le 15 juin avec 18 victoires, le Fahnenjunker-Oberfeldwebel Walter Schuck obtenant un sextuplé et atteint pour l'occasion la barre des 100 victoires. À sa descente de l'avion, un correspondant de guerre est déjà là pour l'interviewer ! Mais c'est le surlendemain le 17 juin que le groupe va battre tous les records en tentant une nouvelle fois de repousser deux attaques soviétiques, estimées à 200 appareils. Les Russes se pointent peu avant 8 h et moins d'une demi-heure plus tard, 34 d'entre eux sont descendus. Le soir, rebelote avec 31 victoires allemandes, soit 65 au total ! Sont à l'honneur ce jour-là Jakob Norz et August Lübking avec 5 succès, 8 pour Franz Dörr et Helmut Neumann, 9 pour Heinz Arnold et Rudolf Linz, la palme revenant à Walter Schuck avec 11 victoires, record absolu pour un pilote de la JG 5. Du 27 au 28 juin, une soixantaine de victoires sont revendiquées cette fois en défendant Kirkenes plus au nord-ouest, les as habituels réalisant quintuplés, sextuplés et septuplé.
Le groupe ne possède que 16 Messerschmitt encore opérationnels mais n'effectue désormais que des sorties purement défensives. Les pilotes opèrent proche de leur base, un avantage indéniable à l'opposé de la situation des deux années précédentes où de longs vols étaient nécessaires pour s'aventurer près de Mourmansk. Le 4 juillet, 26 appareils sont descendus, l'Oberleutnant Franz Dörr et le Leutnant Jakob Norz sont au coude à coude et tournent autour des 80 victoires. Le 17 juillet, nouvel affrontement majeur au-dessus Kirkenes qui voit la destruction de 32 appareils russes. Le Major Ehrler atteint les 160 victoires après un quintuplé et Walter Schuck 135 après un nouveau septuplé, les autres pilotes n'étant pas en reste. Jusqu'à la fin du mois, le III./JG 5 abat encore 36 adversaires avant qu'un changement ne s'opère dans la réorganisation impliquant toute l'escadre. Le 1er août, l'Oberstleutnant Günther Scholz devient inspecteur de la chasse pour la Norvège et laisse ainsi les rênes de la JG 5 au Major Ehrler. Du coup, l'Oberleutnant Franz Dörr prend la tête du III./JG 5 tandis que le désormais promu Leutnant Walter Schuck devient lui Staffelkapitän de la 7./JG 5. Une quinzaine de jours plus tard, nouveau changement avec l'intégration d'une nouvelle escadrille : la « Eismmeerstaffel » redevient 9./JG 5 commandée par Werner Gayko, la 7. devient 10./JG 5 (Walter Schuck), la 8. devient 11./JG 5 (Rudolf Glöckner) et Rudolf Linz est promu chef de la nouvelle 12./JG 5.
Après un début de mois calme, les choses reprennent de plus belle le 17 août mais cette fois-ci, les Russes font diversion en attaquant simultanément Kirkenes, Vadsø et Petsamo. Les combats qui s'ensuivent n'en demeurent pas moins violents, le III./JG 5 revendiquant 35 victoires, ses propres installations étant par ailleurs peu touchées. Hormis le trio de tête habituel, Rudolf Glöckner chef de la 11. Staffel atteint le score de 25, August Lübking et Heinz Arnold (9. et 10./JG 5) tournent autour de 30, le Leutnant Helmut Neumann (10./JG 5) plus de 40 et Rudolf Linz à la tête de la 12./JG 5 environ 50. Deux jours plus tard, le Major Heinrich Ehrler remet personnellement la Croix de Chevalier à l'Oberleutnant Franz Dörr, titulaire de 93 victoires. Malgré leurs pertes, les Soviétiques considèrent leur dernière attaque comme un succès et rééditent la même tactique le 23 août au prix de 25 des leurs. Walter Schuck atteint à cette occasion les 150 victoires, Dörr et Jakob Norz franchissent quant à eux la barre des 100.

#### Derniers combats en Arctique
La Finlande jusque-là aux côtés de l'Allemagne, finit par perdre du terrain face à l'Armée rouge et souhaite la fin des hostilités avec l'URSS. Seule condition, rompre avec son ancien allié. En dépit de cela, le III./JG 5 poursuit le combat et ses quatre Staffeln descendent régulièrement 10 à 15 avions par jour surtout à partir du 15 septembre. Mais le lendemain, la 11./JG 5 est durement touchée quand la machine du Leutnant Jakob Norz est endommagée par les tirs défensifs d'un Il-2. L'as tente de rentrer à Kirkenes mais ses commandes le lâchent avant qu'il ne puisse s'éjecter, et il s'écrase au sol. Norz venait de remporter son 117e succès. Trois jours plus tard, la Finlande signait l'armistice avec Moscou impliquant le départ forcé de toutes les forces allemandes.
Peine perdue, le respect mutuel entre Allemands et Finlandais va perdurer encore quelques jours et hasard ou pas, le III./JG 5 se voit bientôt renforcé du IV./JG 5 du Hauptmann Fritz Stendel qui pose ses bagages à Salmiyarvi. Jusque-là peu actif à Stavanger, le groupe va connaître sa première victoire arctique dès le 23 septembre. Trois jours plus tard, le Leutnant Helmut Neumann fraichement promu Staffelkapitän de la 14./JG 5 obtient son 50e succès, l'Oberfeldwebel Heinz Arnold de la 10./JG 5 son 40e, le Kommodore Ehrler son 172e. Le lendemain, Walter Schuck parvient à un score identique. Ainsi, malgré les événements, septembre n'aura pas été vain (80 victoires, une douzaine pour le IV./JG 5), dont 11 pour Heinz Arnold et une vingtaine pour Schuck qui se voit officialiser des feuilles de chêne, nouvelle que l'intéressé apprendra pour l'anecdote chez… le dentiste !
La paix avec les Finlandais ne pouvant durer éternellement, les premiers accrochages ont lieu dès le 6 octobre avec le Feldwebel Rudolf Artner qui abat un Ju 88 de l'Armée de l'air finlandaise, ce même pilote et l'Oberleutnant Werner Gayko récidivant quatre jours plus tard. Entretemps, les Soviétiques lancent plusieurs offensives dans le nord et les deux groupes de la JG 5 couvrent les troupes de montagne alors sous pression. Le 8 octobre, l'Oberleutnant Hans Kirchmeier chef de la 13./JG 5 sur Fw 190 et ancien pilote de la Zerstörer Staffel poivre un P-39 et un Il-2 mais se tue en effectuant un atterrissage forcé sur le ventre, deux de ses bombes étant restées accrochées. Le lendemain, nouvelle journée chargée avec 23 succès revendiqués, dont 6 pour le Hauptmann Franz Dörr, revenu depuis peu de permission, et 4 pour le Leutnant Helmut Neumann qui atteint ainsi le score de 60 ; la « Eismeer » parvient quant à elle à 3 000 victoires.
Le 10 octobre, la base de Petsamo est désormais sous le feu des mortiers ennemis, obligeant le III./JG 5 à se replier sur Kirkenes, également sous l'attaque des bombardiers. Les Allemands se défendent comme des beaux diables et abattent 25 machines le 11 octobre. Le 15, Petsamo tombe finalement aux mains des Soviétiques. S'ensuit une retraite forcée des III. et IV./JG 5 respectivement à Kaamanen et Nautsi. Du 16 au 20, les deux groupes sont à nouveau mis à contribution pour protéger les indispensables convois allemands, et se partagent entre eux 20 victoires. Le lendemain aura lieu le dernier affrontement majeur contre les Russes avec 17 succès, dont 7 pour le compte des Kommandeur Franz Dörr et Fritz Stendel. Le 29 octobre, la JG 5 remportait sa dernière victoire sur le front arctique.

#### Retour en Norvège

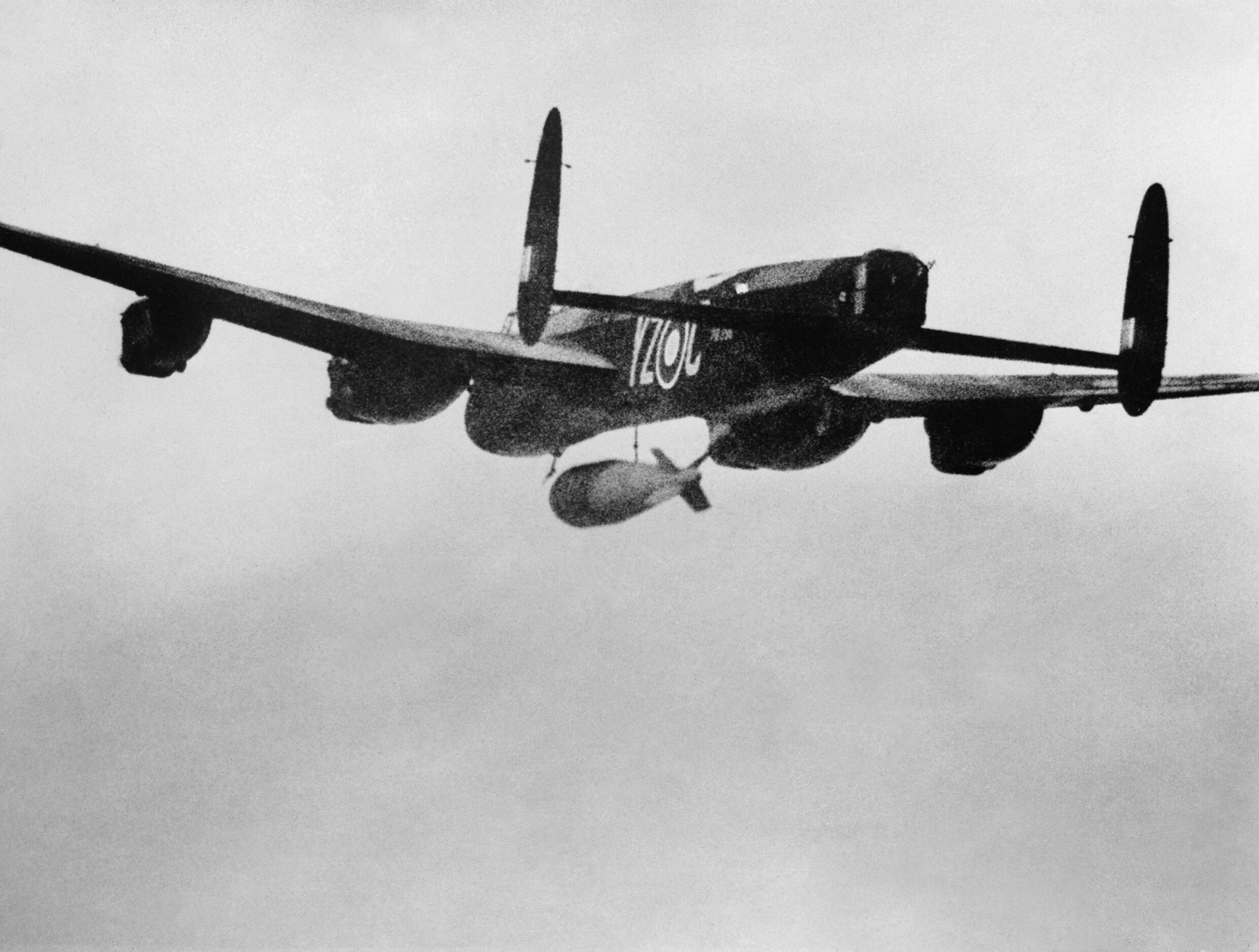
Un Lancaster armé d'une bombe Grand Slam : c'est cette combinaison mortelle qui eut raison du Tirpitz.

Le 6 novembre, le IV./JG 5 revient à Stavanger tandis que le III./JG 5 se pose à Bardufoss deux jours plus tard et se rééquipe en partie en Fw 190. Entre deux, le Leutnant Walter Schuck reçoit sa dernière décoration à Berlin des mains du Reichmarschall Hermann Göring,. Au matin du 12 novembre, radars et observateurs repèrent une formation de bombardiers Lancaster en route pour Tromsø. Mais les erreurs de communication ainsi que les différents rapports contradictoires qui arrivent ici et là retardent considérablement le décollage des avions. Qui plus est, les nouveaux Fw 190 possèdent des équipements radio uniquement compatibles avec des avions de la même série. Le III./JG 5 finit par décoller mais a perdu un temps précieux. Les pilotes remarquent des tirs de DCA à l'horizon et comprennent trop tard que la cible des Lancaster était le cuirassé Tirpitz. Le grand navire n'est maintenant plus qu'une épave au trois quarts retournée. L'Oberleutnant Werner Gayko de la 9./JG 5 et le Major Ehrler parviendront à rattraper les derniers assaillants au-dessus de la Suède avant de finalement abandonner pour éviter tout incident diplomatique.
Début décembre, le III./JG 5 commandé temporairement par l'Oberleutnant Rudolf Glöckner se divise : les 10. et 11./JG 5 descendent à Gossen tandis que les 9. et 12./JG 5 désormais équipées en Fw 190 sont postées plus au sud à Herdla. Le 7 décembre, Gosen est attaqué par plus de 30 Beaufighters accompagnés de Mosquito et de Mustang britanniques. 13 Beaufighter et 2 Mustang sont descendus par les Messerschmitt pour la perte de deux Allemands. C'est vraisemblablement la 16./JG 5 venu escorter un Ju 52 à Herdla qui remportera les dernière victoires de la JG 5 en 1944.

### Le jugement dernier (1945)

#### Contre la RAF
La fin de la guerre est proche et les bombardiers anglais attaquent quotidiennement la côte sud de la Norvège. Le 12 janvier, les 9. et 12./JG 5 interceptent des Lancaster venus frapper une base de sous-marins à Bergen : 12 assaillants sont descendus par les Fw 190, et 4 de plus par la Flak. Même tarif le 9 février, les deux Staffeln se confrontant cette fois à 30 Beaufighters et 10 Mustangs : 9 avions alliés sont abattus et plusieurs pilotes obtiennent des doublés. Parmi eux l'Oberfeldwebel Rudolf Artner (18e et 19e victoires) et le Leuntant Rudolf Linz, qui parvient lui à son 70e succès avant d'être lui-même abattu est tué par un adversaire. En février toujours, un nouveau II./JG 5 est créé essentiellement avec les survivants de la Zerstörerstaffel et les éléments du reste de l'escadre ; la JG 5 revient donc à trois groupes à trois escadrilles. Mais le mauvais temps limite désormais les missions qui se font rares ; les III. et IV./JG 5 auront toutefois perdu 11 pilotes depuis le début de l'année.

#### Bouc émissaire

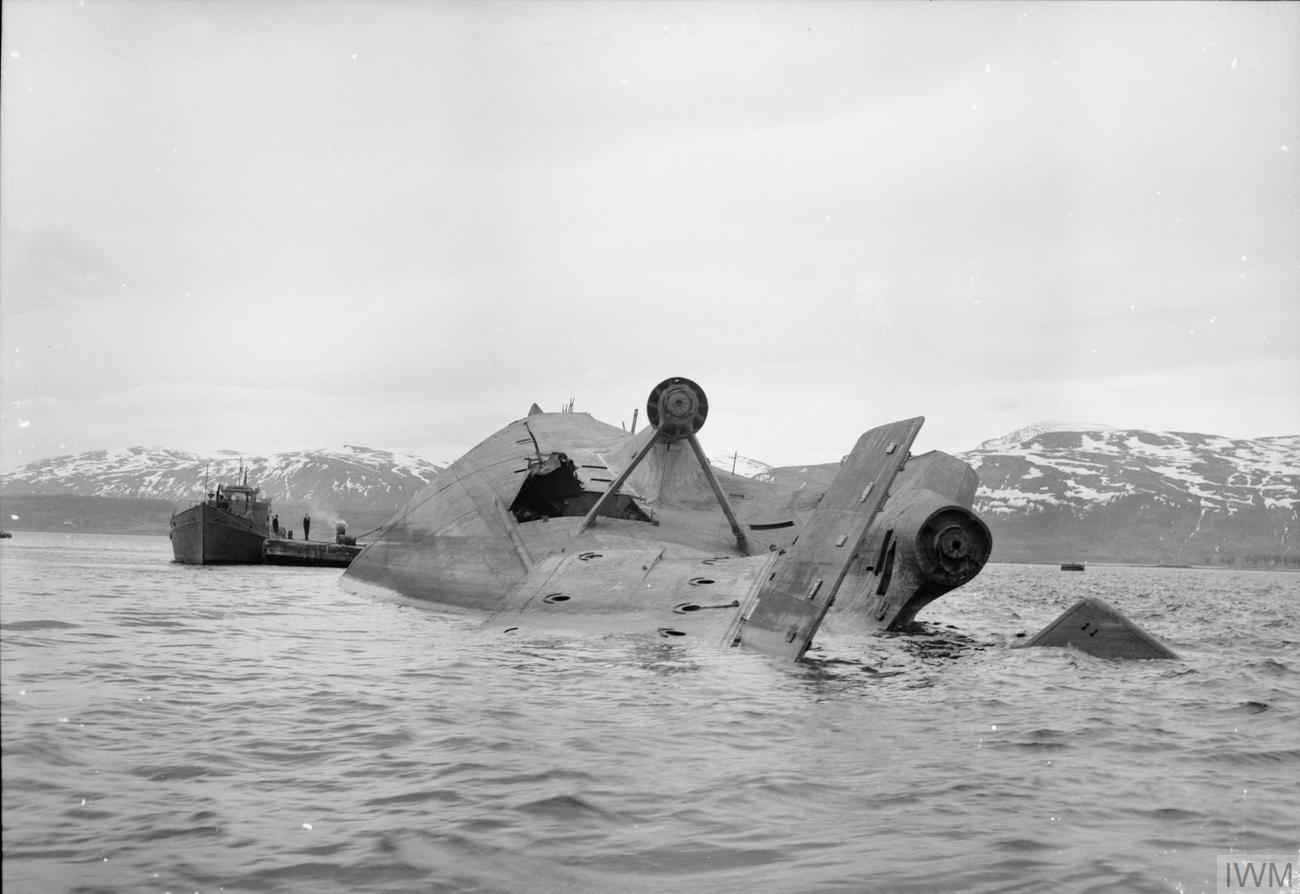
Epave retournée du Tirpitz aux environs de Tromsø

Parallèlement, la perte du Tirpitz et la mort de près de 1 000 marins déclencha des investigations et un procès en cour martiale qui se tint en février 1945. Malgré leurs dépositions, Ehrler et Dörr sont tous deux accusés de la perte du navire. Il a également été reproché à Ehrler d'avoir abandonné son poste de commandement pour parvenir à sa 200e victoire aérienne, désobéissant ainsi à l'ordre direct d'Hermann Göring qui exigeait qu'une telle mission soit conduite du sol. Dörr fut finalement acquitté tandis qu'Ehrler fut reconnu coupable, relevé de ses fonctions et condamné à trois ans d'emprisonnement (la sentence de mort ayant été abandonnée). En outre, la cour conclut qu'Ehrler n'avait pas l'expérience nécessaire pour diriger une unité de chasse sur le front occidental.
Cette sentence peut avoir également été motivée par des raisons politiques. L'amiral Dönitz ayant de plus en plus d'influence dans les hautes sphères de l'État, Göring aurait ainsi trouvé un coupable idéal pour calmer les ardeurs du commandant en chef de la marine. Néanmoins, une déclaration sous serment de Walter Schuck au Reichsmarschall ainsi que les enquêtes et témoignages ultérieurs prouvèrent qu'en réalité, les pilotes de la JG 5 ignoraient la position exacte du Tirpitz tout comme le fait qu'ils étaient chargés de sa protection à ce moment-là. L'enquête conclut finalement à une mauvaise communication entre la Kriegsmarine et la Luftwaffe. Un mois après sa mise en accusation, Ehrler est finalement relaxé de toutes les charges retenues contre lui,.

#### Fin et bilan
Au printemps 1945, l'Oberstleutnant Günther Scholz reprend le commandement de la JG 5 mais la couverture nuageuse au-dessus de la mer amoindrit les chances d'interception. Le 12 mars, le Leutnant Helmut Neumann reçoit la Croix de Chevalier pour ses 62 victoires. Rudolf Linz la reçoit également le même jour à titre posthume. Jusqu'à la fin de l'année, la JG 5 perd encore 11 pilotes dont deux Staffelkapitän du IV./JG 5. À l'armistice, Günther Scholz est responsable - outre des trois groupes de la JG 5, de trois unités de chasse de nuit et une escadrille de Bf 110, tous basés dans le sud de la Norvège. Pas de débâcles, pas de chaos, la capitulation des hommes du grand nord se fera en douceur.
La JG 5 et les différents Jagdgruppen qui l'ont constitué déplorent 238 pilotes tués et 121 autres disparus, ainsi que 168 blessés. Les pertes en personnels au sol s'élèvent eux à 91 morts et disparus. Le nombre de victoires aériennes est estimé à environ 3 300 (beaucoup de documents relatifs aux rapports de mission ayant été perdus). Autour d'une centaine de pilotes parvinrent au statut d'as, donc cinq qui franchiront les 100 victoires,. Bien que moins connu que d'autres Jagdgeschwader, la JG 5 eut la particularité d'opérer essentiellement en alternant entre la Norvège et la Finlande et sur un front relativement stable. Mais l'extrême rudesse du climat de l'Arctique aura mis les hommes de la « Eismeer » à rudes épreuves.

## Organisation

### Stab
Formé en mai 1942 à Petsamo.

À partir du 25 mars 1945, le Stab JG 5 est connu sous le nom de Jafü. Norwegen.
Geschwaderkommodore
| Début              | Fin             | Grade          | Nom                    |
| ------------------ | --------------- | -------------- | ---------------------- |
| 10 janvier 1942    | 30 avril 1942   | Oberstleutnant | Carl-Alfred Schumacher |
| 1er mai 1942       | 31 août 1943    | Oberstleutnant | Gotthard Handrick      |
| 1er septembre 1943 | 26 juillet 1944 | Major          | Günther Scholz         |
| 1er août 1944      | février 1945    | Major          | Heinrich Ehrler        |
| février 1945       | 8 mai 1945      | Oberstleutnant | Günther Scholz         |

### I.Gruppe
Formé le 2 janvier 1942 à Stavanger à partir des Jadgruppe Stavanger et z.b.V. avec :
- Stab I./JG 5 à partir du Stab JGr. Stavanger
- 1./JG 5 à partir de la 1./JGr. z.b.V. (1./JG 77) à Kjevik
- 2./JG 5 à partir de la 2./JGr. Stavanger (2./JG 77) à Lister
- 3./JG 5 à partir de la 3./JGr. Stavanger (3./JG 77) à Herdla

Le 16 mars 1942, la 1./JG 5 est renommée 6./JG 5 ; une nouvelle 1./JG 5 est reformée à partir de la 10./JG 1 le 21 mars 1942.
En août 1944, son effectif est augmenté à quatre Staffeln :
- 1./JG 5 inchangée
- 2./JG 5 inchangée
- 3./JG 5 inchangée
- 4./JG 5 à partir de la 4./JGr.Ost

Le 14 octobre 1944, le I./JG 5 est renommé III./JG 6 avec :
- Stab I./JG 5 devient Stab III./JG 6
- 1./JG 5 devient 9./JG 6
- 2./JG 5 devient 10./JG 6
- 3./JG 5 devient 11./JG 6
- 4./JG 5 devient 12./JG 6

Gruppenkommandeur :
| Début           | Fin             | Grade        | Nom                         |
| --------------- | --------------- | ------------ | --------------------------- |
| 20 janvier 1942 | 20 mars 1942    | Major        | Joachim Seegert             |
| 20 mars 1942    | février 1943    | Hauptmann    | Joachim von Wehren          |
| février 1943    | 10 janvier 1944 | Hauptmann    | Gerhard Wengel              |
| 10 janvier 1944 | 25 janvier 1944 | Oberleutnant | Robert Müller (par intérim) |
| 25 janvier 1944 | 16 mars 1944    | Major        | Erich Gerlitz               |
| 26 mars 1944    | 27 mai 1944     | Major        | Horst Carganico             |
| 4 juin 1944     | 14 octobre 1944 | Hauptmann    | Theodor Weissenberger       |

### II.Gruppe

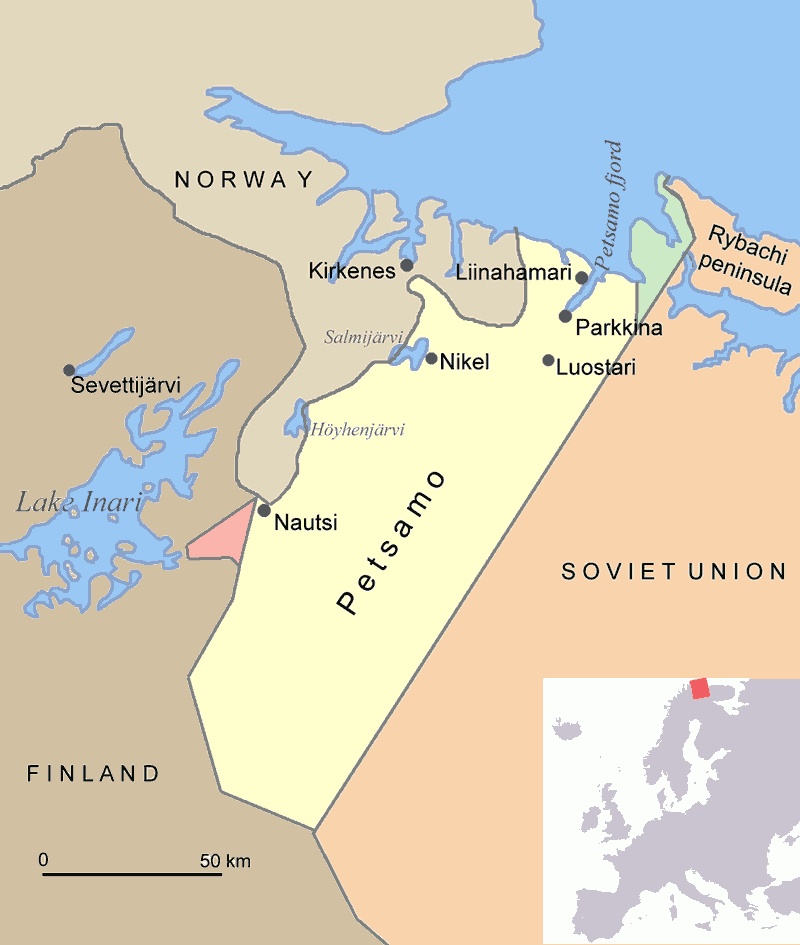
La Finlande devra abandonner définitivement la région de Petsamo à la Russie après le Traité de Paris

Formé le 25 janvier 1942 à Petsamo à partir du Jagdgruppe z.b.V. avec :
- Stab II./JG 5 à partir du Stab/Jagdgruppe z.b.V.
- 4./JG 5 à partir de la 4./JGr. z.b.V. (4./JG 77) à Alakurtti
- 5./JG 5 à partir de la 14./JGr. z.b.V. (14./JG 77) à Petsamo

En mars 1942, la 6./JG 5 est formée à partir de la 1./JG 5 à Stavanger (plus tard Alakurtti).
En août 1944, le II./JG 5 augmente ses effectifs à quatre Staffeln :
- 5./JG 5 inchangée
- 6./JG 5 inchangée
- 7./JG 5 à partir de l'ancienne 4./JG 5
- 8./JG 5 à partir de la 9./JG 5

En octobre 1944, le II./JG 5 est renommé IV./JG 4 avec :
- Stab II./JG 5 devient Stab IV./JG 4
- 5./JG 5 devient 13./JG 4
- 6./JG 5 devient 14./JG 4
- 7./JG 5 devient 15./JG 4
- 8./JG 5 devient 16./JG 4

Reformé le 2 mars 1945 à Herdla à partir des éléments du IV./ZG 26 avec :
- Stab II./JG 5 à partir du Stab IV./ZG 26
- 5./JG 5 à partir de la 9./JG 5
- 6./JG 5 à partir de la 12./JG 5
- 7./JG 5 à partir de la 10./ZG 26

Gruppenkommandeur :
| Début              | Fin             | Grade          | Nom                   |
| ------------------ | --------------- | -------------- | --------------------- |
| 3 janvier 1942     | avril 1942      | Major          | Hennig Strümpell      |
| avril 1942         | 26 mars 1944    | Oberleutnant   | Horst Carganico       |
| 26 mars 1944       | 3 juin 1944     | Hauptmann      | Theodor Weissenberger |
| 4 juin 1944        | 19 juillet 1944 | Oberleutnant   | Hans Tetzner          |
| 20 juillet 1944    | 25 août 1944    | Oberstleutnant | Kurt Kettner          |
| 1er septembre 1944 | octobre 1944    | Hauptmann      | Franz Wienhusen       |
| 2 mars 1945        | 8 mai 1945      | Hauptmann      | Herbert Treppe        |

### III.Gruppe
Formé le 10 mars 1942 à Trondheim à partir du IV./JG 1 avec :
- Stab III./JG 5 à partir du Stab IV./JG 1
- 7./JG 5 à partir de la 1.Einsatzstaffel/JG 3 à Stavanger-Forus (janvier 1942)
- 8./JG 5 à partir de la 11./JG 1 à Trondheim
- 9./JG 5 à partir de la 12./JG 1 à Trondheim

En juillet 1942, la 9./JG 5 devient 10./JG 5 puis transférée au IV./JG 5, tandis qu'une nouvelle 9./JG 5 est formée à partir des éléments des 7. et 8./JG 5. La plupart des effectifs de la 9./JG 5 sont transférés en Allemagne fin mai 1944 pour combattre avec le II./JG 5 ; la 9./JG 5 sera plus tard renommée 8./JG 5.
En août 1944, le III./JG 5 augmente ses effectifs à quatre Staffeln avec :
- 9./JG 5 nouvellement créée
- 10./JG 5 à partir de l'ancienne 7./JG 5
- 11./JG 5 à partir de l'ancienne 8./JG 5
- 12./JG 5 nouvellement créée

En février 1945, la 9./JG 5 devient 5./JG 5, la 12./JG 5 devient 7./JG 5 et la nouvelle 9./JG 5 est formée à partir de la 13./JG 5.
Le III./JG 5 devient donc :
- 9./JG 5
- 10./JG 5
- 11./JG 5

Gruppenkommandeur :
| Début              | Fin             | Grade        | Nom                           |
| ------------------ | --------------- | ------------ | ----------------------------- |
| 10 mars 1942       | 31 août 1943    | Hauptmann    | Günther Scholz                |
| 1er septembre 1943 | 31 juillet 1944 | Major        | Heinrich Ehrler               |
| 1er août 1944      | 8 mai 1945      | Hauptmann    | Franz Dörr                    |
| décembre 1944      | 1945            | Oberleutnant | Rudolf Glöckner (par intérim) |

### IV.Gruppe

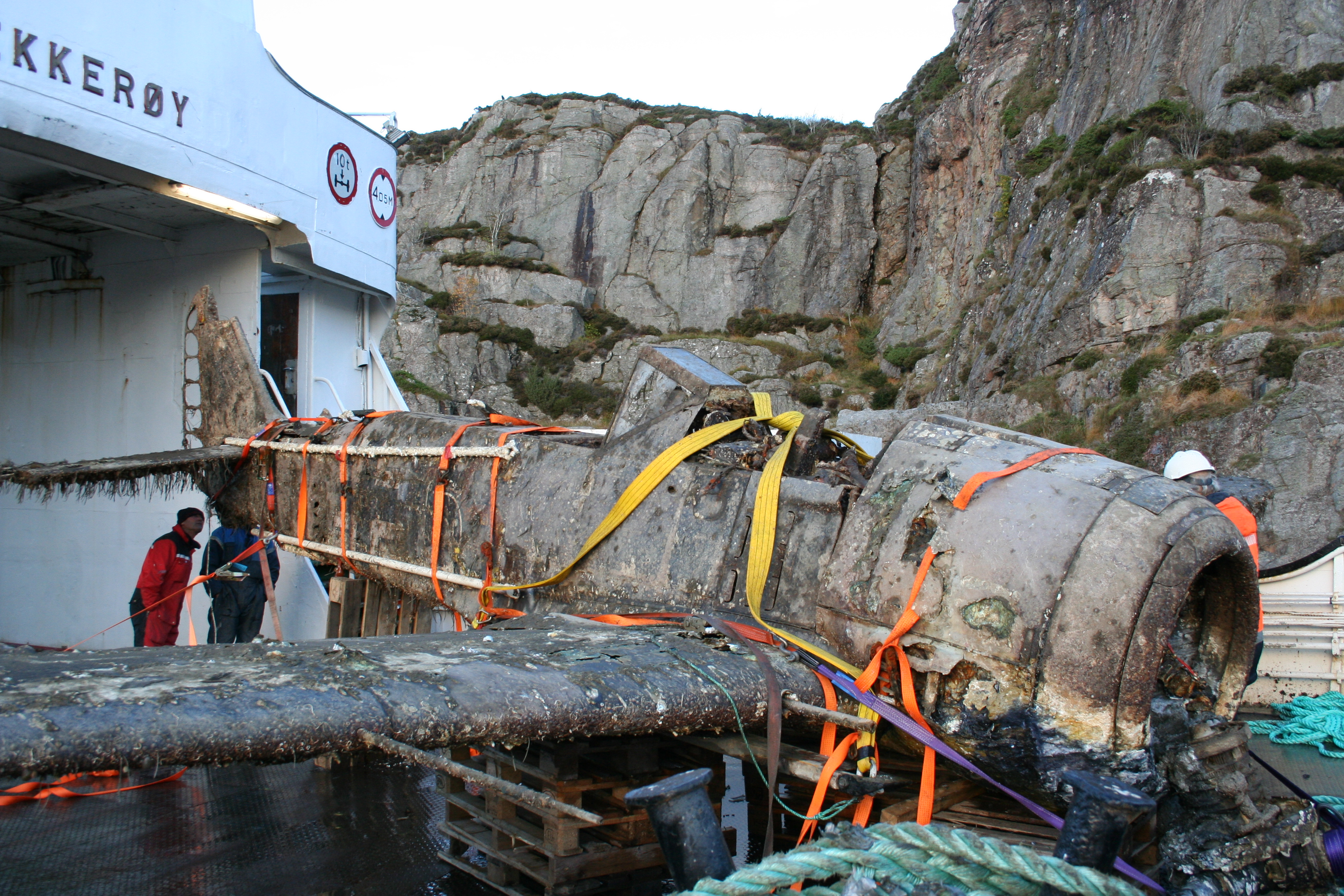
Epave repêchée d'un Fw 190A-3 appartenant au IV./JG 5 perdu en Norvège en décembre 1943

Formé le 26 juin 1942 à Trondheim-Lade à partir d'éléments du JGr. Drontheim avec :
- Stab IV./JG 5 à partir du Stab/JGr. Drontheim
- 10./JG 5 à partir de la 12./JG 1
- 11./JG 5 à partir du Einsatzstaffel/JGr. Drontheim
- 12./JG 5 à partir d'éléments du Jagdfliegerschule 3 (JFS 3)

L'unité est réorganisée en août 1944 avec :
- 13./JG 5 à partir de l'ancienne 10./JG 5
- 14./JG 5 à partir de l'ancienne 11./JG 5
- 15./JG 5 à partir de l'ancienne 12./JG 5

La 16./JG 5 est formée en novembre 1944 à Stavanger.
En février 1945, la 13./JG 5 devient 9./JG 5 et transférée au III./JG 5 ; une nouvelle 13./JG 5 est formée à partir de l'ancienne 16./JG 5.

Le IV./JG 5 devient donc :
- 13./JG 5
- 14./JG 4
- 15./JG 5

Gruppenkommandeur :
| Début          | Fin        | Grade        | Nom                        |
| -------------- | ---------- | ------------ | -------------------------- |
| 26 juin 1942   | avril 1944 | Hauptmann    | Hans Kriegel               |
| 3 octobre 1943 | ?          | Oberleutnant | Rudolf Lüder (par intérim) |
| 15 mai 1944    | mai 1945   | Hauptmann    | Fritz Stendel              |

### 13.(Zerstörer)/JG 5
La 13.(Z)/JG 5 est formée le 25 janvier 1942 à Kirkenes comme 6.(Z)/JG 5 à partir de la 1.(Z)/JG 77. Le 16 mars 1942, elle est renommée 10.(Z)/JG 5, puis 13.(Z)/JG 5 le 26 juin 1942.
Le 18 juillet 1944, la 13.(Z)/JG 5 est renommée 10./ZG 26.
Staffelkapitän :
| Début           | Fin            | Grade        | Nom                           |
| --------------- | -------------- | ------------ | ----------------------------- |
| 25 janvier 1942 | 2 février 1942 | Oberleutnant | Felix Maria Brandis           |
| février 1942    | mars 1942      | Oberleutnant | Max Franzisket (par intérim)  |
| mars 1942       | juin 1943      | Oberleutnant | Karl-Fritz Schloßstein        |
| juin 1943       | septembre 1943 | Oberleutnant | Hans Kirchmeier (par intérim) |
| juin 1943       | juillet 1944   | Hauptmann    | Herbert Treppe                |

### 14.(Jabo)/JG 5
Formée en février 1943 à Petsamo à partir des éléments de la 11./JG 5.

Le 7 février 1944, elle est redésignée 4./SG 5.
Staffelkapitän :
| Début        | Fin          | Grade     | Nom                           |
| ------------ | ------------ | --------- | ----------------------------- |
| février 1943 | février 1944 | Hauptmann | Friedrich-Wilhelm Strakeljahn |

## Récipiendaires de la Croix de Chevaliers[190],[170]
| Noms                          | Unités          | Croix de Chevalier | Feuilles de chêne |
| Hugo Dahmer                   | 1./JG 77        | 1er août 1941      |                   |
| Horst Carganico               | 1./JG 77        | 25 septembre 1941  |                   |
| Rudolf Müller                 | 6./JG 5         | 19 juin 1942       |                   |
| Heinrich Ehrler               | 6./JG 5         | 4 septembre 1942,  | 2 août 1943       |
| Theodor Weissenberger         | 6./JG 5         | 13 novembre 1942   | 2 août 1943       |
| Heinrich Bartels              | 8./JG 5         | 13 novembre 1942   |                   |
| Albert Brunner                | 6./JG 5         | 3 juillet 1943     |                   |
| Friedrich-Wilhelm Strakeljahn | 14./(Jabo)/JG 5 | 19 août 1943       |                   |
| Hans Döbrich                  | 6./JG 5         | 19 septembre 1943  |                   |
| Jakob Norz                    | 8./JG 5         | 26 mars 1944       |                   |
| Walter Schuck                 | 9./JG 5         | 8 avril 1944       | 30 septembre 1944 |
| Franz Dörr                    | 7./JG 5         | 19 août 1944       |                   |
| August Mors                   | 1./JG 5         | 24 octobre 1944    |                   |
| Helmut Neumann                | 7./JG 5         | 12 mars 1945       |                   |
| Rudolf Linz                   | 12./JG 5        | 12 mars 1945       |                   |